# Creugas epicureanus
Creugas epicureanus är en spindelart som först beskrevs av Chamberlin 1924.  Creugas epicureanus ingår i släktet Creugas och familjen flinkspindlar. Inga underarter finns listade i Catalogue of Life.